# Judith Grabiner
Judith Victor Grabiner (née le 12 octobre 1938) est une mathématicienne et historienne des mathématiques américaine, qui est professeure émérite Flora Sanborn Pitzer de mathématiques au Pitzer College (en), l'un des collèges Claremont. Elle s'intéresse principalement aux mathématiques aux XVIIIe et XIXe siècles.

## Formation
Grabiner a obtenu un baccalauréat en sciences à l'Université de Chicago en 1960. Elle est étudiante de troisième cycle en histoire des sciences à l'Université Harvard, où elle a obtenu une maîtrise ès arts en 1962 et un doctorat en 1966, sous la direction de I. Bernard Cohen. Sa thèse de doctorat porte sur le mathématicien Joseph-Louis Lagrange.

## Carrière
Grabiner est instructrice à Harvard pendant plusieurs années avant que son mari Sandy Grabiner et elle-même déménagent en Californie. Elle est professeure d'histoire à l'Université d'État de Californie à Dominguez Hills de 1972 à 1985.
Grabiner rejoint le département de mathématiques du Pitzer College (en) en 1985 et elle est professeure de mathématiques Flora Sanborn Pitzer depuis 1994. Son enseignement comprend des cours sur l’histoire des mathématiques, les mathématiques dans différentes cultures, la philosophie des mathématiques.

## Prix et distinctions
Grabiner a reçu le prix Carl B. Allendoerfer du meilleur article dans Mathematics Magazine en 1984, 1989 et 1996, et le prix Lester R. Ford en 1984, 1998, 2005 et 2010 pour le meilleur article de The American Mathematical Monthly,.
En 2003, Grabiner a reçu le prix Deborah et Franklin Haimo décerné par la Mathematical Association of America pour son enseignement distingué des mathématiques au niveau collégial ou universitaire. Elle est devenue membre de l'American Mathematical Society en 2012. En 2014, elle a reçu le prix du livre Beckenbach pour « A Historian Looks Back: The Calculus as Algebra and Selected Writings » (MAA Spectrum, 2010).

## Livres
- Judith V. Grabiner, The Origins of Cauchy's Rigorous Calculus, Dover (reprint); orig. MIT Press, 1981, 252 p. (ISBN 0-486-43815-5, lire en ligne)
- Judith V. Grabiner, The Calculus as Algebra : J.-L. Lagrange, 1736-1813, Garland Science, 1990 (ISBN 978-0-8240-7448-7)
- (en) Judith V. Grabiner, A historian looks back : the calculus as algebra and selected writings, Washington, DC, Mathematical Association of America, 2010, 287 p. (ISBN 978-0-88385-572-0, lire en ligne)